# Plehnen
Plehnen war eine Gemeinde im Kreis Rastenburg, Regierungsbezirk Königsberg, in der preußischen Provinz Ostpreußen und bestand von 1928 bis 1945. Ihr Gebiet liegt heute im Powiat Kętrzyński in der polnischen Woiwodschaft Ermland-Masuren.
Die Gemeinde Plehnen wurde am 30. September 1928 gebildet, als sich die bisher eigenständigen Dörfer
- Adlig Ober Plehnen, jetzt polnisch Równina Górna
- Sdunkeim, jetzt polnisch Saduny
- Adlig Unter Plehnen, jetzt polnisch Równina Dolna

zur Gemeinde Plehnen zusammenschlossen.
Plehnen gehörte  bis zum 22. Mai 1929 zum Amtsbezirk Paaris (polnisch Parys), danach zum Amtsbezirk Dönhofstädt (polnisch Drogosze). Die Gemeinde zählte 1933 insgesamt 434 und 1939 bereits 471 Einwohner.
Die Existenz der Gemeinde Plehnen endete 1945 mit Kriegsende. Ihre Ortschaften gehören heute zum Verbund der Stadt- und Landgemeinde Korsze (deutsch Korschen) im Powiat Kętrzyński in der Woiwodschaft Ermland-Masuren (bis 1998 Woiwodschaft Olsztyn) in Polen.